# Regione di Diana
La regione di Diana è una regione della provincia di Antsiranana, nel Madagascar settentrionale.
Il capoluogo della regione è Antsiranana.
Ha una popolazione di 485 800 abitanti distribuita su una superficie di 19266 km².

## Geografia antropica

### Suddivisioni amministrative
La regione è suddivisa in cinque distretti:
- distretto di Ambanja
- distretto di Ambilobe
- distretto di Antsiranana I
- distretto di Antsiranana II
- distretto di Nosy Be